# Laurent Dufaux
Laurent Dufaux (Montreux, 20 de mayo de 1969) es un ciclista suizo que fue profesional entre los años 1991 y 2004, durante los cuales logró 38 victorias.

## Trayectoria
Era un corredor bastante completo, con un buen rendimiento tanto en montaña como en contrarreloj. Ostenta varias victorias finales en diversas carreras por etapas de corta duración, como la Dauphiné Libéré o el Tour de Romandía, además de ser campeón nacional en dos ocasiones.
En 1996, se presentó como alternativa en las Grandes Vueltas, y quedó 2.º en la Vuelta a España y 4.º en el Tour de Francia, donde ganó la etapa reina, de 262 km que finalizaba en Pamplona. En la temporada 1997, repitió la buena actuación en la Vuelta a España, y quedó 3.º. En 1999, volvió a quedar 4.º en el Tour de Francia.
Se retiró de forma oficial a finales de 2004.

## Palmarés
| 1991 - Campeonato de Suiza en Ruta - Ruta del Sur - Coppa Placci 1992 - Gran Premio Pino Cerami 1993 - Dauphiné Libéré, más 1 etapa 1994 - Dauphiné Libéré - 1 etapa del Tour de l'Oise 1995 - Vuelta a Burgos, más 2 etapas - Ruta del Sur 1996 - Campeonato de Suiza de Montaña - 1 etapa del Tour de Francia - 2.º en la Vuelta a España, más 1 etapa 1997 - 1 etapa del Midi Libre - À travers Lausanne, más 1 etapa - 3.º en la Vuelta a España | 1998 - Midi Libre, más 1 etapa - Tour de Romandía, más 3 etapas 1999 - Polynormande 2000 - Campeonato de Zúrich - 1 etapa del Tour de Romandía - 1 etapa de À travers Lausanne 2001 - 1 etapa del Giro del Trentino 2002 - Trofeo Melinda - 1 etapa de la Semana Lombarda 2003 - 1 etapa del Tour de Romandía |

## Resultados en Grandes Vueltas y Campeonatos del Mundo
| Carrera         | Carrera         | 1991 | 1992 | 1993 | 1994 | 1995 | 1996 | 1997 | 1998 | 1999 | 2000 | 2001 | 2002 | 2003 | 2004 |
| --------------- | --------------- | ---- | ---- | ---- | ---- | ---- | ---- | ---- | ---- | ---- | ---- | ---- | ---- | ---- | ---- |
|                 | Giro de Italia  | —    | —    | —    | —    | 43.º | —    | —    | —    | —    | —    | 40.º | —    | —    | —    |
|                 | Tour de Francia | —    | Ab.  | —    | 35.º | 19.º | 4.º  | 9.º  | Ab.  | 4.º  | Ab.  | —    | Ab.  | 21.º | 67.º |
|                 | Vuelta a España | —    | —    | 37.º | —    | —    | 2.º  | 3.º  | Ab.  | Ab.  | Ab.  | —    | —    | —    | —    |
| Mundial en Ruta | Mundial en Ruta | 49.º | 52.º | Ab.  | 20.º | —    | 16.º | 6.º  | —    | —    | Ab.  | —    | —    | —    | —    |

—: no participa
Ab.: abandono

## Equipos
- Helvetia (1991-1992)
- ONCE (1993-1994)
- Festina (1995-1998)
- Saeco (1999-2001)
- Alessio (2002-2003)
- Quick Step-Davitamon (2004)